# کلیسای الکساندر نوسکی (گنجه)
کلیسای الکساندر نوسکی ((به ترکی آذربایجانی: Aleksandr Nevski kilsəsi)، (به روسی: Александро-Невская церковь) یک کلیسای ارتدکس شرقی در جمهوری آذربایجان است که در شهر گنجه واقع شده‌است. این کلیسا در سال ۱۸۸۷ میلادی ساخته شده است.